# Widelands
《Widelands》是一个慢节奏即时战略游戏，模仿工人物语系列的前两部，在GPL协议下发布。可以在Linux、BSD、Mac OS X和Windows下运行。

## 游戏特点
游戏已经翻译成捷克语、英语、芬兰语、法语、加利西亚语、希伯来语、匈牙利语、波兰语、俄语、西班牙语、斯洛伐克语、德语、瑞典语及荷兰语等多國語言。游戏包括3种不同部族，2个教学关。拥有地图编辑器，并可以导入《工人物语II》的地图。

## 情况
正式版本未发布，很多缺失的特性会逐步添加。

## 其他
- 重要开源游戏列表